# Romain De Vidtspark
Het Romain De Vidtspark is een park in de Belgische stad Sint-Niklaas, vernoemd naar oud-burgemeester Romain De Vidts. Het is ingericht als een Engelse tuin.

## Ligging
Het park ligt in het zuidelijke deel van het stadscentrum. Het wordt begrensd door de N16 (die daar Parklaan heet), de Moerlandstraat, het complex van AZ Nikolaas, en de huizenrijen van de Grote Peperstraat, de Walburgstraat en de Zeildoekstraat. Men kan het park via de meeste van deze straten bereiken.

## Geschiedenis
Het domein wat later het Romain De Vidtspark zal heten bestond al lang. De grond behoorde tot de eigendom rond het Kasteel Walburg, een kasteel dat er nog steeds staat. Reeds op de Ferrariskaart van 1775 staat het kasteel aangeduid als Chateau Van Walburg ten zuiden van de Grote Markt. In 1949 werd op impuls van de toenmalige katholieke burgemeester van Sint-Niklaas, Romain De Vidts, het kasteel en het omringende domein onteigend met de bedoeling er een park voor de stad van te maken. Drie jaar later, in 1952, werd het park geopend. Het is pas in 1987, 25 jaar na de dood van De Vidts, dat het park naar hem genoemd werd. In de jaren 80 werd in het park een grote kiosk gezet die vroeger op de Grote Markt stond maar moest wijken voor de aanleg van een busstation. Deze staat tot op de dag van vandaag daar nog altijd.
Iedere zomer wordt er in het kader van Sint-Niklaas zomert parkfeesten gehouden in het park, een muziekfestival. Deze worden in de volksmond ook wel Parkies genoemd. Ook bij de Vredefeesten begin september speelt het park een rol.

## Monumenten en beelden
- Kasteel Walburg, een waterburcht
- Kiosk
- Zeemeermin (1959) van Willy Kreitz
- Reynaertbank (1958); ontwerp van Jozef Willems met beeld door Albert Poels.[1] Het beeld, dat door Romain De Vidts werd onthuld, is in rode zandsteen uit Mainz gekapt, en stelt Reynaert als schijnheilige pelgrim voor.[2]

## Galerij

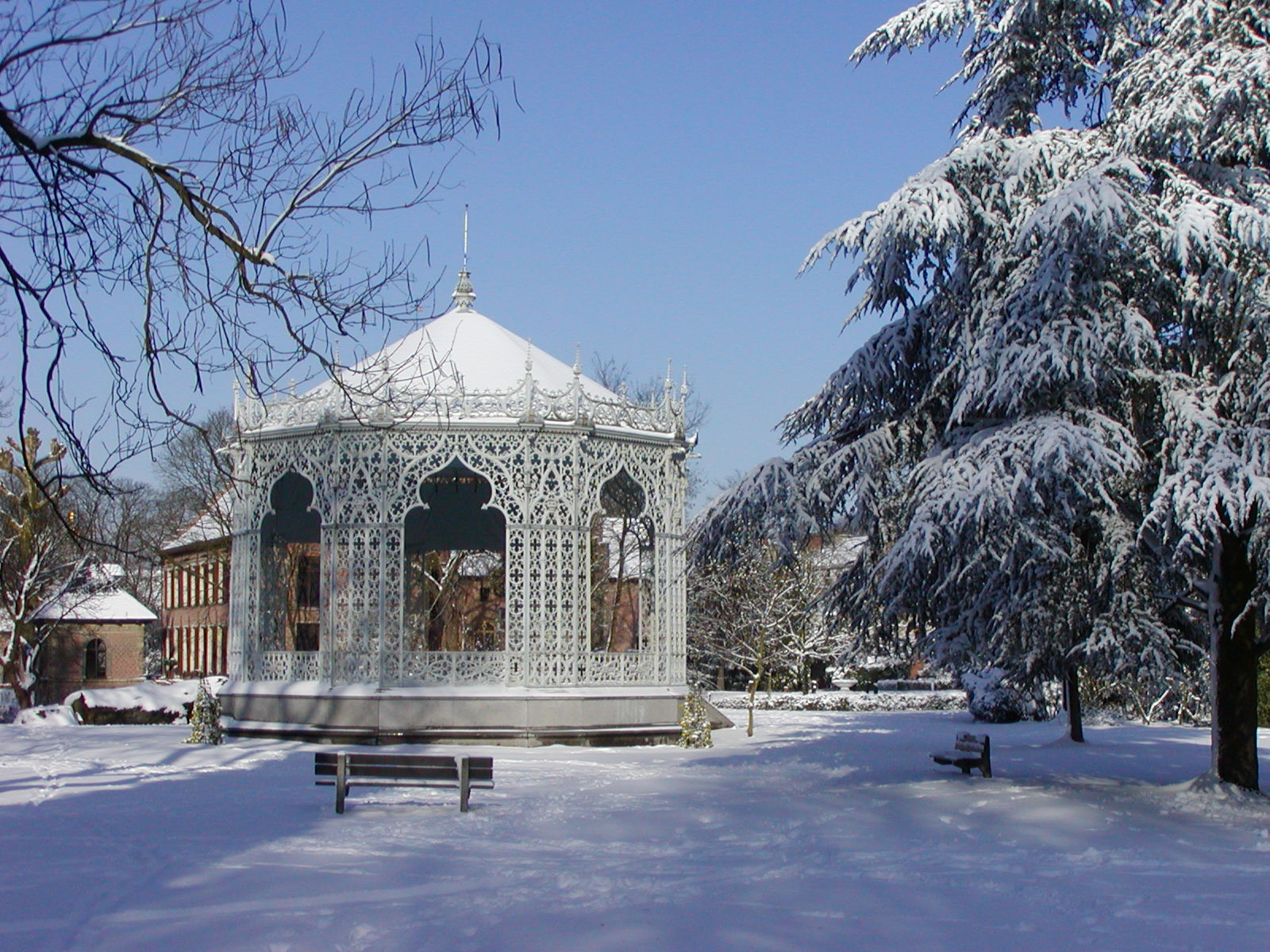
De stadskiosk in de winter
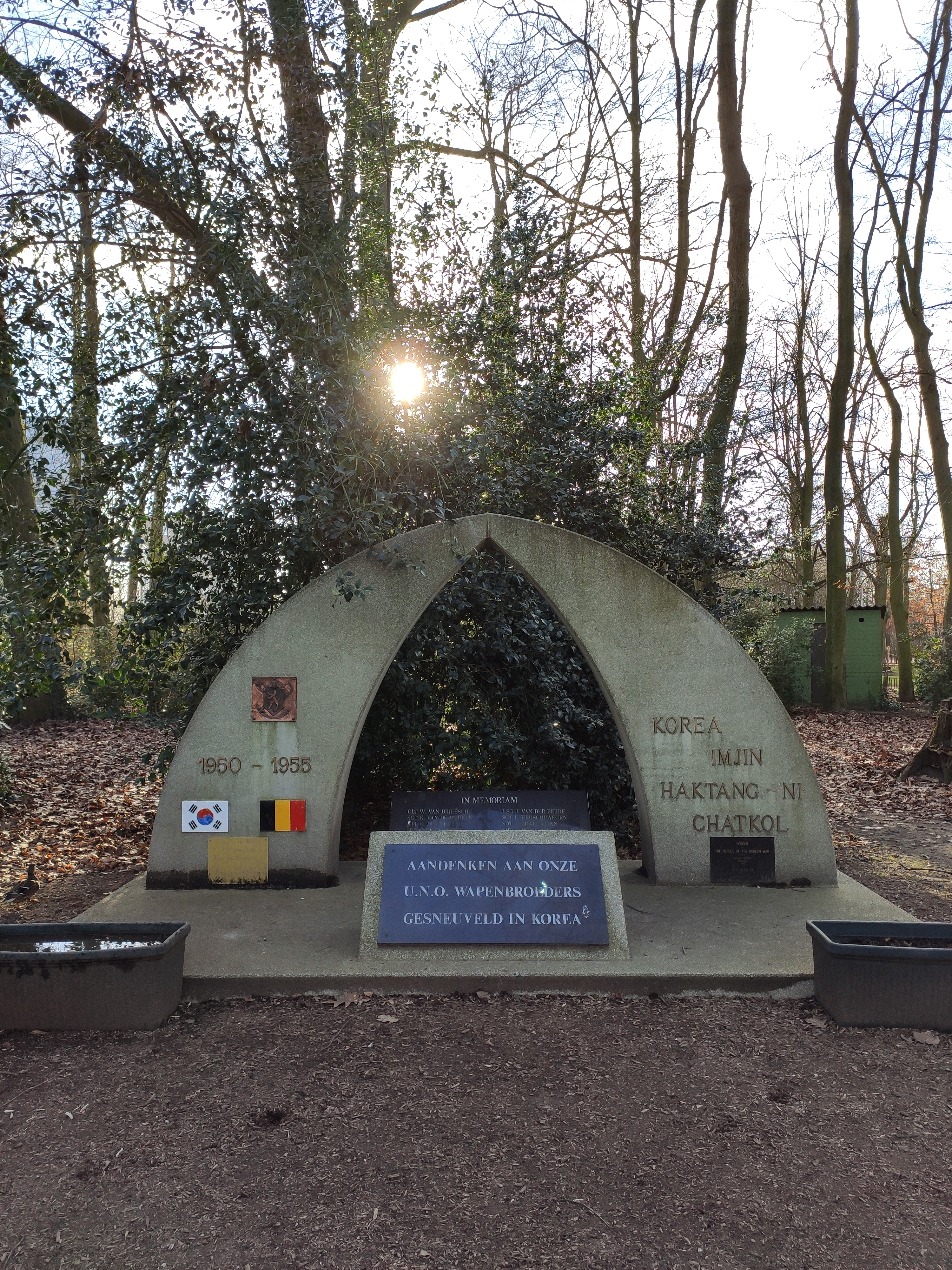
Monument in het park voor de gesneuvelden van de Koreaanse Oorlog
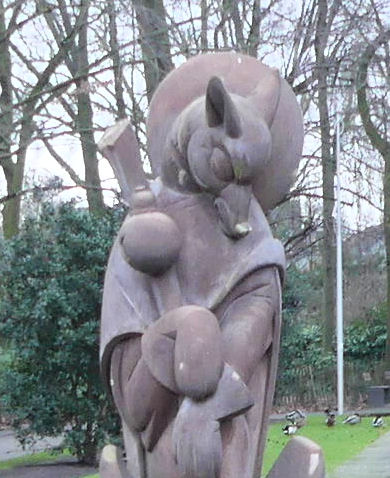
Beeld en bank van Reinaert de vos, door Albert Poels.